# Sayaka Murata
Sayaka Murata (村田沙耶香, Murata Sayaka, Inzai, 14 de agosto de 1979) é uma escritora japonesa. Foi galardoada com o Prémio Gunzo de Novos Escritores, o Prémio Mishima Yukio, o Prémio Literário Noma, e o Prémio Akutagawa.

## Biografia
Nascida em Inzai, na prefeitura japonesa de Chiba, em 1979, quando criança lia romances de ficção científica e mistério que eram emprestados por sua mãe e irmão, tendo ganhado da sua mãe um processador de texto, após Sayaka escrever um livro à mão no quarto ano do ensino fundamental. Após completar o ensino médio em Inzai, sua família mudou-se para Tóquio, onde Sayaka formou-se no Liceu Secundário de Kashiwa (ligado à Universidade de Nishogakusha) e frequentou a Universidade de Tamagawa.
O seu primeiro romance, Jyunyū, venceu o Prémio Gunzo de Novos Escritores em 2003. Em 2013 Sayaka venceu o Prémio Mishima Yukio, pela obra Shiro-iro no machi no, sono hone no taion no. Em 2016 o seu décimo romance, Konbini ningen, foi galardoado com o Prémio Akutagawa, e Sayaka foi nomeada uma das Mulheres do Ano pela edição japonesa da revista Vogue. Konbini ningen vendeu mais de seiscentas mil cópias no Japão, e em 2018 foi traduzida para o inglês, sob o título de Convenience Store Woman. No Brasil, a obra foi traduzida pela editora Estação Liberdade, sob o título de Querida Konbini, e em Portugal foi traduzida sob o título de Uma Questão de Conveniência, pela editora Publicações Dom Quixote. Seu último livro, Chikyu seijin, de 2018, foi traduzido para o inglês como Earthlings, publicado pela Granta Books. No Brasil, foi publicado pela editora Estação Liberdade, sob o título de Terráqueos, em 2021.
Sayaka também trabalhou como empregada de balcão a meio tempo numa loja de conveniência em Tóquio.
A escrita de Murata explora as diferentes consequências da falta de conformidade na sociedade dos homens e mulheres, particularmente no que diz respeito aos papéis de gênero, paternidade e sexo. Muitos dos temas e histórias de personagens na sua escrita originaram-se das suas observações diárias enquanto trabalhava na loja de conveniência. A aceitação social assexuada em várias formas, incluindo a assexualidade, celibato involuntário e celibato voluntário, especialmente dentro do casamento, é recorrente em várias das suas obras, como os romances: Shōmetsu sekai e Konbini ningen, e o seu conto "A Clean Marriage." Murata também é conhecida por suas representações francas da sexualidade adolescente nas obras Gin iro no uta e Shiro-iro no machi no, sono hone no taion no.

## Reconhecimentos
| Ano  | Prémio                           | Título                                                                        | Notas    |
| ---- | -------------------------------- | ----------------------------------------------------------------------------- | -------- |
| 2003 | Prémio Gunzo de Novos Escritores | Jyunyū (授乳)                                                                 | Venceu   |
| 2009 | Prémio Mishima Yukio             | Gin iro no uta (ギンイロノウタ)                                               | Indicado |
| 2009 | Prémio Literário Noma            | Gin iro no uta (ギンイロノウタ)                                               | Venceu   |
| 2010 | Prémio Mishima Yukio             | Mizu ga sū hoshi (星が吸う水)                                                 | Indicado |
| 2012 | Prémio Mishima Yukio             | Tadaima tobira (タダイマトビラ)                                               | Indicado |
| 2013 | Prémio Mishima Yukio             | Shiro-iro no machi no, sono hone no taion no (しろいろの街の、その骨の体温の) | Venceu   |
| 2014 | Prémio do Senso de Género        | Satsujin shussan (殺人出産)                                                   | Venceu   |
| 2016 | Prémio Akutagawa                 | Konbini ningen (コンビニ人間)                                                 | Venceu   |

## Obras
- Jyunyū, Kodansha, 2005, ISBN 9784062127943
- Gin iro no uta, Shinchosha, 2009, ISBN 9784103100713
- Mausu, Kodansha, 2008, ISBN 9784062145893
- Hoshi ga sū mizu, Kodansha, 2010, ISBN 9784062160971
- Hakobune, Shueisha, 2011, ISBN 9784087714289
- Shiro-iro no machi no, sono hone no taion no, Asahi Shimbun, 2012, ISBN 9784022510112
- Tadaima tobira, Shinchosha, 2012, ISBN 9784103100720
- Satsujin shussan, Kodansha, 2014, ISBN 9784062190466
- Shōmetsu sekai, Kawade Shobo Shinsha, 2015, ISBN 9784309024325
- Konbini ningen, Bungeishunju, 2016, ISBN 9784163906188
- Chikyu seijin, Shinchosha, 2018 ISBN 9784103100737